# Shechita

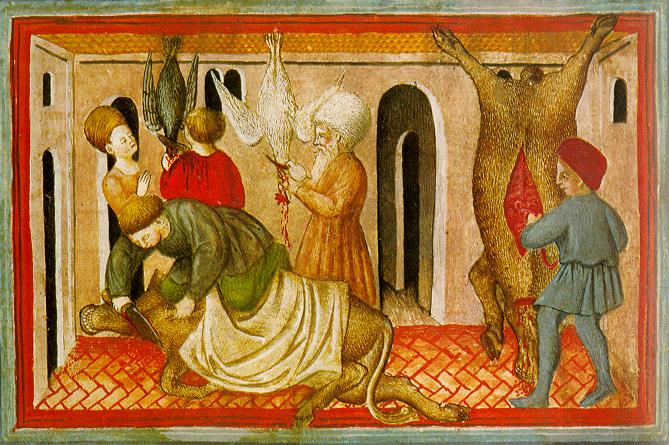
Målning från 1400-talet gestaltar Shechita

Shechita syftar på det särskilda förfarandet i samband med slakt av däggdjur och fåglar enligt de judiska dietlagarna (kashrut).

## Procedur

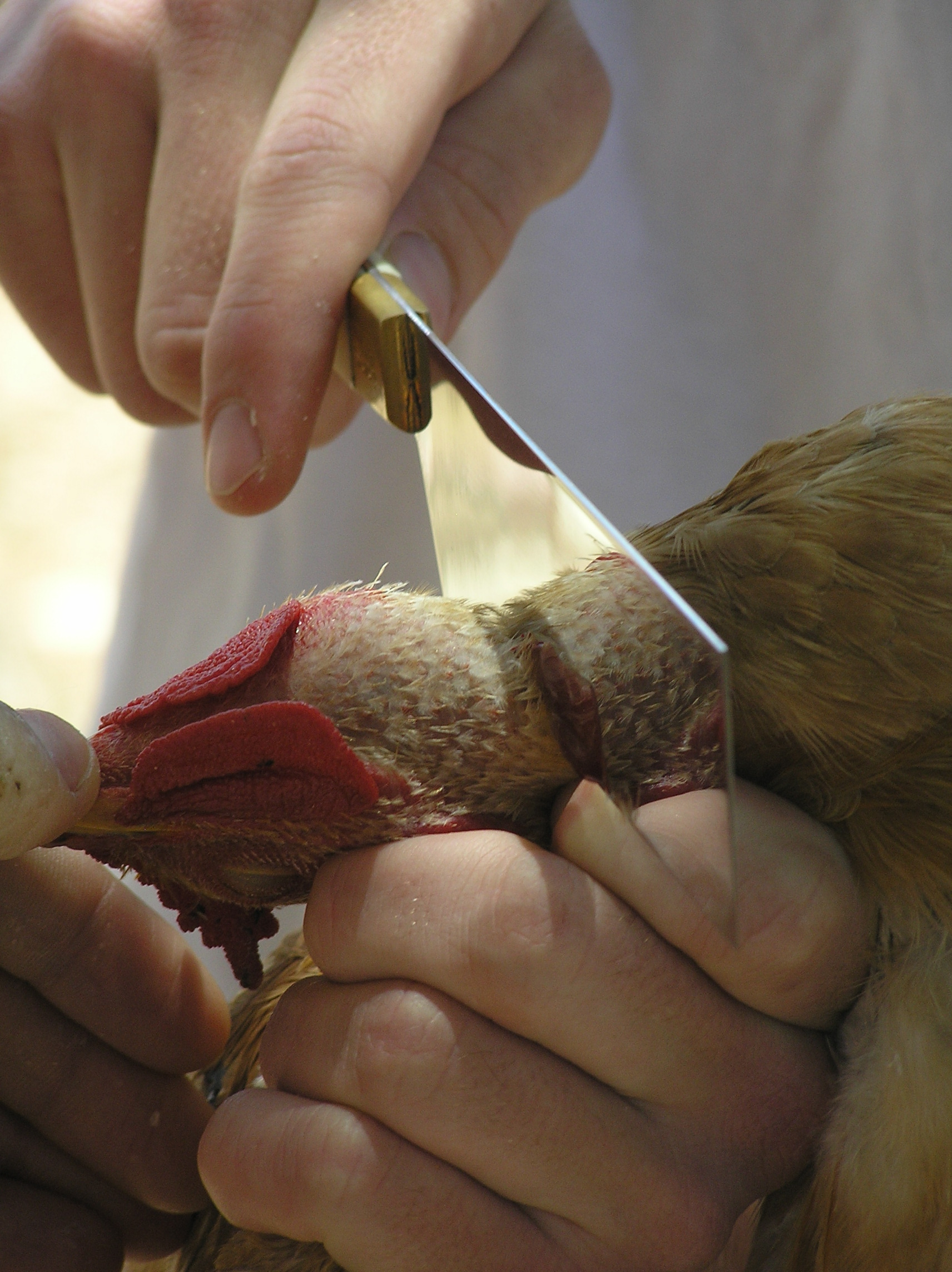
En kyckling slaktas enligt shechita

Shechita handlar om religiös slakt och innebär att djurets luftstrupe och matstrupe skärs med ett horisontellt snitt för att dela alla strukturer i halsen och blodet tappas ur. Djuret bedövas inte före halssnittet - judar anser att djuret bedövas vid blodtappningen. Slakten får endast utföras av en kunnig person, en shochet (slaktare) som har de rätta kunskaperna så att djuret inte ska utsättas för lidande. Judendomen har starka förbud mot djurplågeri och jakt på djur som sport eller för nöjes skull är inte tillåten. Detta är ett av de religiösa ämbetena i judendomen. Varje djur undersöks också noga före proceduren och måste vara kosher. En rad principer som reglerar huruvida djuret är kosher eller inte måste uppfyllas. Djuret får inte heller vara sjukt eller ha några skador före slakt. Den viktigaste principen är att djuret måste tömmas på allt blod. Detta påbud om att judar under inga omständigheter får äta tillrett kött som innehåller blod kommer från Torah och upprepas i flera verser.

## Ursprung
Trots att en hänvisning finns i Toran (5 Mos 12:21),  beskrivs inga av de grundläggande tekniker som utgör shehitah just där, eller på något annat ställe i Toran (de fem moseböckerna). I stället har dessa har förmedlats inom judaismens Muntlig Torah (Torah shebe'al peh) och senare kodifierats i ett antal källor bland annat Shulchan Aruch.